# Derrick Kindred
Derrick Dwayne Kindred Jr. (San Antonio, 15 dicembre 1993) è un giocatore di football americano statunitense che milita nel ruolo di safety per gli Indianapolis Colts della National Football League (NFL). Fu scelto nel corso del quarto giro (129º assoluto) del Draft NFL 2016 dai Cleveland Browns. Al college giocò a football per TCU.

## Biografia

### Carriera professionistica
Kindred al college giocò a football con i TCU Horned Frogs dal 2012 al 2015. Fu scelto nel corso del quarto giro (99º assoluto) nel Draft NFL 2016 dai Cleveland Browns. Debuttò come professionista nel primo turno contro i Philadelphia Eagles mettendo a segno sei tackle. Durante il turno di pausa della settimana 13 si ruppe una caviglia in allenamento, venendo costretto a chiudere la sua prima stagione con un mese di anticipo. In 12 presenze come rookie, 5 delle quali come titolare, fece registrare 46 tackle e 5 passaggi deviati.